# III wojna z Powatanami
III wojna z Powhatan – trzeci i ostatni konflikt pomiędzy Anglikami a konfederacją Indian Powhatan, zamieszkującymi Wirginię, który miał miejsce w 1644. Wojna ta była ostatnią, także nieudaną próbą wykorzenienia osadnictwa angielskiego w Wirginii i odzyskania utraconej pozycji. Podobnie jak w 1622, Indianie zaatakowali bez ostrzeżenia słabo bronione osady, grabiąc, niszcząc majątki i zabijając osadników. Straty angielskie w początkowej fazie wojny ocenia się na setki zabitych. W przeciwieństwie jednak do poprzednich wojen, Anglicy zdecydowali się na radykalne kroki w sprawie kontaktów z Indianami. Przeprowadzono systematyczną pacyfikację wiosek indiańskich. Plemiona Powhatan nigdy nie odzyskały dawnej świetności.